# Nikołaj Kozłow
Nikołaj Ionowicz Kozłow (ros. Николай Ионович Козлов; ur. w 1928 w Krasnojarsku, zm. w 2007 w Anżero-Sudżensku) – radziecki biegacz narciarski, srebrny medalista mistrzostw świata. Jego największym sukcesem jest srebrny medal w sztafecie wywalczony podczas mistrzostw świata w Falun. Obok niego w sztafecie radzieckiej pobiegli także Fiodor Tierientjew, Aleksiej Kuzniecow i Władimir Kuzin.

## Osiągnięcia

### Mistrzostwa świata
| Miejsce | Dzień     | Rok  | Miejscowość | Konkurencja             | Czas biegu | Strata | Zwycięzca        |
| ------- | --------- | ---- | ----------- | ----------------------- | ---------- | ------ | ---------------- |
| 15.     | 17 lutego | 1954 | Falun       | 15 km stylem klasycznym | 55:26      | +2:34  | Veikko Hakulinen |
| 2.      | 20 lutego | 1954 | Falun       | Sztafeta 4 × 10 km      | 2:16:47    | +2:10  | Finlandia        |